# 도요후타촌
도요후타촌(十余二村)은 지바현 북서부, 히가시카쓰시카군에 속했던 촌이다.

## 역사
- 1889년 4월 1일 - 정촌제 시행에 의해 히가시카쓰시카군 다나카촌, 도요후타촌 조합이 성립하였다.
- 1914년 10월 1일 - 조합을 해산하여, 다나카촌 및, 도요후타촌의 구역에서 다나카촌이 성립하였다.